# Marius Cozmiuc
Marius Vasile Cozmiuc (født 7. september 1992) er en rumænsk roer, som specialiserer sig i firer uden styrmand.
Under sommer-OL 2012 i London repræsentererede han Rumænien, hvor han blev nummer 12.
Han repræsentererede Rumænien under sommer-OL 2016 i Rio de Janeiro, hvor han blev slået ud i opsamlingsheatet i firer uden styrmand.
Han vandt en sølvmedalje i toer uden styrmand under sommer-OL 2020 i Tokyo.
Han blev gift med den olympiske roer Ionela-Livia Cozmiuc i 2017.